# Sector de Normalización de las Telecomunicaciones de la UIT
El  UTHH Sector de Normalización de las Telecomunicaciones de la UIT (UIT-T), con sede en Ginebra (Suiza), es el órgano permanente de la Unión Internacional de Telecomunicaciones (UIT) que  estudia los aspectos técnicos de explotación tarifarios y publica normativas sobre los mismos, con vista a la normalización de las telecomunicaciones a nivel mundial. Fue conocido hasta 1992 como Comité Consultivo Internacional Telefónico y Telegráfico (CCITT).

## Función principal
Las normas producidas por el UIT-T conocidas como "Recomendaciones" (normalmente escrito en mayúsculas para distinguir su significado del sentido ordinario de la palabra recomendación). Dado que el UIT-T es parte la UIT, la cual es un organismo de la Organización de las Naciones Unidas (ONU), sus normas gozan de mayor reconocimiento internacional que las que publican otras organizaciones técnicas en forma similar.

## Historia
Desde 1960 hasta la formación del ITU-T en 1992, históricamente las Recomendaciones del CCITT eran presentadas en asambleas plenarias cuatrienales para su aprobación y el conjunto completo de Recomendaciones era publicado, después de cada asamblea plenaria, en un conjunto de volúmenes titulado por el color de sus cubiertas. Por ejemplo, la publicación después de la asamblea plenaria de 1980 fue el Libro Amarillo y la correspondiente a la asamblea de 1984 el Libro Rojo.

Estas publicaciones estaban divididas en fascículos de varios cientos de páginas que podían comprarse separadamente. Este ciclo de aprobación cuatrienal convertía al CCITT en una organización lenta y deliberante.

### Reorganización de la UIT en los años 1970-1990
El crecimiento de la industria de las computadoras personales al principio de la década de los 80 creó una práctica tanto entre los consumidores como entre las empresas de adoptar tecnología de telecomunicaciones aunque no estuviera aún normalizada. Así, las organizaciones de normalización debían producir las normas mucho más rápidamente o se encontrarían ratificando de iure normas después de estar aplicadas de facto. Desafortunadamente, igual que la Organización Internacional para la Estandarización (ISO), el CCITT fue lento en adaptarse.
En algunos casos, se produjo una desesperante mezcolanza de estándares propietarios, sin ganador cierto. Este fue y es el caso, con la tecnología de fax en color. Otro fenómeno fue que el público en general buscó estándares de las organizaciones que percibía como más responsables o inclusive de organizaciones no gubernamentales informales como Grupo de Trabajo en Ingeniería de Internet (IETF) o los consorcios privados como el World Wide Web Consortium (W3C).

### Normalización "en tiempo real" de la UIT: del 2000-al día de hoy
En respuesta a la confusión que la anterior práctica de la UIT había creado, el UIT-T ahora funciona bajo procesos mucho más ágiles. El tiempo entre la propuesta inicial de un documento borrador por una compañía miembro y la aprobación final de una Recomendación plenamente efectiva puede ahora ser tan corto como algunos meses (o menos en algunos casos). Esto hace que el proceso de aprobación de la normalización del UIT-T responda mucho mejor a las necesidades del rápido desarrollo de la tecnología que en el pasado.

### Cambios en las prácticas de conformidad del UIT-T
Una norma que ha sido enmendada puede (si se desea) retener su designación, de forma que, por ejemplo, a mediados de los 80, el equipo terminal para conexión a una red X.25 (conmutación de paquetes) podía necesitar modos de operación alternativos dependiendo de si la red se implementó según la versión de la norma de 1980 (Libro Amarillo) o la de 1984 (Libro Rojo). Sin embargo, es ahora más común, para viejas versiones de una norma simplemente marcarlas como reemplazada cuando la norma es revisada, siendo normalmente mantenidas sin cambio las características de las primeras versiones dentro de la especificación cuando se añaden nuevas mejoras en versiones posteriores.
Una norma puede ser desarrollada para extender o complementar a una existente, antes que sustituirla. En este caso tal norma se señala a veces con el sufijo bis o ter añadido al nombre base de la norma, por ejemplo "V.26bis" y "V.26ter".

## Recomendaciones y Series
El UIT-T divide su trabajo normativo en categorías, cada una de las cuales viene identificada por una letra que se conoce como Serie. Las Recomendaciones están numeradas dentro de cada serie, por ejemplo V.90.
Las series de las Recomendaciones del UIT-T  y el tema a que aplican son las siguientes:
- Serie A Organización del trabajo del UIT-T.
- Serie B Medios de expresión: definiciones, símbolos, clasificación.
- Serie C Estadísticas generales de telecomunicaciones.
- Serie D Principios generales de tarificación.
- Serie E Explotación general de la red, servicio telefónico, explotación del servicio y factores humanos.
- Serie F Servicios de telecomunicación no telefónicos.
- Serie G Sistemas y medios de transmisión, sistemas y redes digitales
- Serie H Sistemas audiovisuales y multimedia.
- Serie I Red digital de servicios integrados (RDSI).
- Serie J Redes de cable y transmisión de señales radiofónicas, de televisión y de otras señales multimedios.
- Serie K Protección contra las interferencias.
- Serie L Construcción, instalación y protección de los cables y otros elementos de planta exterior.
- Serie M Red de Gestión de las Telecomunicaciones (RGT) y mantenimiento de redes: sistemas de transmisión, circuitos telefónicos, telegrafía, facsímil y circuitos arrendados internacionales.
- Serie N Mantenimiento: circuitos internacionales para transmisiones radiofónicas y de televisión.
- Serie O Especificaciones de los aparatos de medida.
- Serie P Terminales y métodos de evaluación subjetivos y objetivos.
- Serie Q Conmutación y señalización.
- Serie R Transmisión telegráfica.
- Serie S Equipos terminales para servicios de telegrafía.
- Serie T Terminales para servicios de telemática.
- Serie U Conmutación telegráfica.
- Serie V Comunicación de datos por la red telefónica.
- Serie X Redes de datos y comunicación entre sistemas abiertos y seguridad.
- Serie Y Infraestructura mundial de la información, aspectos del protocolo Internet y Redes de la próxima generación.
- Serie Z Lenguajes y aspectos generales de soporte lógico para sistemas de telecomunicación.